# 스기야마 마사아키
스기야마 마사아키(杉山 正明, すぎやま まさあき、1952년 3월 1일 - 2022년 4월 28일)는 일본 시즈오카현(静岡県) 태생의 일본의 역사학자이다. 교토 대학(京都大学) 명예교수(名誉教授)이다. 주요 연구 테마는 몽골 시대사, 중앙유라시아사이다. 일본 학계에서 몽골사 연구의 제1인자로 꼽힌다. 한국에도 그의 저서가 번역되어 있다.

## 저서
★는 한국에서 번역된 저작입니다.

### 단행본
- 『대몽골의 세계 육지와 바다의 거대제국』(大モンゴルの世界　陸と海の巨大帝国)(가도카와 서점角川書店［角川選書］、1992년 6월)
  - 개정판『대몽골의 세계 육지와 바다의 거대제국』（가도카와 소피아 문고角川ソフィア文庫、2014년 12월）、ISBN 4-04-409218-4
- 『쿠빌라이의 도전 몽골 해상 제국으로의 길』(クビライの挑戦　モンゴル海上帝国への道)(아사히 신문사朝日新聞社［朝日選書］、1995년 4월)
  - 『쿠빌라이의 도전 몽골에 있어 세계사의 대전회』(クビライの挑戦　モンゴルによる世界史の大転回)（講談社学術文庫、2010年8月）、ISBN 4-06-292009-3
- 『몽골 제국의 흥망(상) 군사확대의 시대』(モンゴル帝国の興亡（上）　軍事拡大の時代)（講談社現代新書、1996年5月） ISBN 4-06-149306-X
- 『몽골 제국의 흥망(하) 세계경영의 시대』(モンゴル帝国の興亡（下）　世界経営の時代)（講談社現代新書、1996年6月） ISBN 4-06-149307-8
- 『야율초재와 그의 시대』(耶律楚材とその時代)(白帝社［中国歴史人物選書8］、1996年7月) ISBN 4-89174-235-6
- 『유목민이 본 세계사―민족과 국경을 넘어』(遊牧民から見た世界史―民族も国境もこえて)(日本経済新聞社、1997年10月)★
  - 『유목민의 눈으로 본 세계사』(遊牧民から見た世界史)(日経ビジネス人文庫、2003년 1월、증보판 2011년 7월)、ISBN 4-532-19599-3 ★
- 『세계사를 변모시킨 몽골―시대사의 데셍』(世界史を変貌させたモンゴル―時代史のデッサン)(가도카와 서점［角川叢書］、2000年12月） ISBN 4-04-702104-0
- 『역설의 유라시아사-몽골로부터의 시선』(逆説のユーラシア史―モンゴルからのまなざし)（日本経済新聞社、2002年9月） ISBN 4-532-16424-9
  - 제목 개정 『몽골이 세계사를 뒤엎다』(モンゴルが世界史を覆す)(日経ビジネス人文庫、2006年3月)、ISBN 4-532-19325-7
- 『몽골 제국과 대원 울루스』(モンゴル帝国と大元ウルス)(京都大学学術出版会、2004年2月) ISBN 4-87698-522-7
- 『질주하는 초원의 정복자 - 요, 서하, 금, 원』(疾駆する草原の征服者―遼西夏金元)(고단샤 ＜中国の歴史8＞、2005年10月） ISBN 4-06-274058-3。礪波護 등과 함께 편집위원을 맡았다.
- 『몽골 제국의 긴 뒷이야기』(モンゴル帝国の長いその後)（고단샤＜興亡の世界史9＞、2008年2月）、ISBN 4-06-280709-2。
  - 아오야나기 마사노리(青柳正規) ・ 후쿠이 노리히코(福井憲彦) ・ 진나이 히데노부(陣内秀信)와 편집위원 『몽골 제국과 긴 뒷이야기』(モンゴル帝国と長いその後)(講談社学術文庫「興亡の世界史」、2016年4月)
- 『유라시아의 동서』(ユーラシアの東西)(日本経済新聞出版社、2010年12月)、주로 강연록
- 『교토 고쇼의 서쪽 이치마쓰 정 이야기』(京都御所西　一松町物語)（日本経済新聞出版社、2011年11月), 스기야마 자신의 연고지인 교토(京都)에 대한 수상록이다.
- 『바다의 나라의 기억 고토 열도(五島列島)　시공을 넘는 여행』(海の国の記憶五島列島　時空をこえた旅へ)（歴史屋のたわごと1：平凡社、2015년 1월)
- 『露伴の『運命』とその彼方　ユーラシアの視点から』（歴史屋のたわごと2：平凡社、2015년 1월）
- 『「동방견문록」―유럽 세계의 상상력』(「東方見聞録」――ヨーロッパ世界の想像力) 이와나미 서점(岩波書店)〈書物誕生〉、※간행되지는 않음

### 공동저술
- 『大モンゴルの時代　世界の歴史9』（北川誠一共著、中央公論社、1997年8月。ISBN 4-12-403409-1） 中央公論新社、中公文庫〈世界の歴史9〉（2008年8月。ISBN 978-4-12-205044-0）
- 『モンゴル帝国　NHKスペシャル 文明の道5』（日本放送出版協会、2004年2月 ISBN 978-4-14-080779-8）

### 편저
- 『大地の肖像─絵図・地図が語る世界』（藤井譲治・金田章裕共編、京都大学学術出版会、2007年3月 ISBN 978-4-87698-712-2）
- 『中国歴史研究入門』（礪波護・岸本美緒共編、名古屋大学出版会、2006年1月 ISBN 978-4-8158-0527-2）